# أكسل أندرسون (منافس ألعاب قوى)
أكسل أندرسون (بالسويدية: Axel Andersson)‏ هو منافس ألعاب قوى سويدي، ولد في 19 يونيو 1887 في سوندسفال في السويد، وتوفي في 17 أغسطس 1951 في أبرشية ماريا ماغدلينا ‏ في السويد.

## وصلات خارجية
- أكسل أندرسون على موقع أوليمبيديا (الإنجليزية)
- أكسل أندرسون على موقع اللجنة الأولمبية السويدية (السويدية)